# Біскотті
Біскотті (англ. biscotti, [bɪˈskɒti], італійською: [biˈskɔtti]; букв. «бісквіт»), відоме також як кантуччі (італ. cantucci, італійською: [kanˈtuttʃi]), це італійське мигдальне бісквітне печиво, яке виникло в тосканському місті Прато. Воно двічі запечене, довгастої форми, сухе, хрустке  і може бути занурене в напій, традиційно у вино Vin Santo.

## Етимологія
Cantuccio — староіталійське слово, яке буквально означає «місце», «закуток» або «куточок», але в минулому воно також використовувалося для позначення маленького шматка хліба з великою скоринкою (зазвичай перша і остання скибочки хлібця, «скоринки»).
Слово biscotto, яке використовується в сучасній італійській мові для позначення бісквітного печива будь-якого виду, походить від середньовічного латинського слова biscoctus, що означає «двічі приготований». Воно характеризувало випічку в духовці, яку випікали двічі, тому вона ставала дуже сухою і могла зберігатися тривалий час. Така їжа, що не псується швидко, була особливо корисною під час подорожей і воєн, а двічі запечений хлібці були основною їжею римських легіонів .
Слово biscotto в цьому значенні поділяє своє походження з британсько-англійським (через давньофранцузьке ) слово biscuit, яке відноситься до того, що носії американської англійської називають «печивом» (cookies). У сучасній італійській мові слово biscotto означає будь-яке печиво або крекер, так само як і британське використання слова biscuit (кількість випічок і ступінь твердості не мають відношення до цього терміну). В інших країнах термін біскотті (biscotti), який використовується в однині, стосується лише конкретного італійського печива, відомого в Італії як кантуччо (cantuccio).

## Історія

### Італія

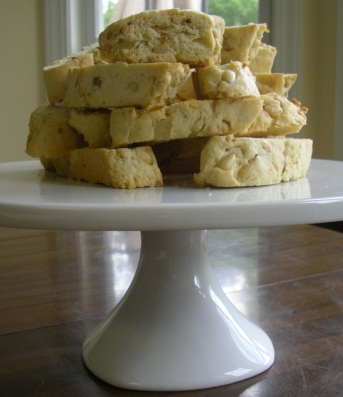
Cantucci di Pinoli, варіація з кедровими горіхами, а не мигдалем

Хоча зазвичай використовується для позначення бісквітного печива з Прато, biscotti di Prato, у сучасній Італії воно також широко відоме під назвою кантучіні (cantuccini). Ці назви фактично вказують на інші подібні регіональні продукти Італії. Термін кантучіні найчастіше використовується сьогодні в Тоскані, але спочатку стосувався варіацій або імітацій, які відрізняються від традиційного рецепта в кількох ключових моментах, таких як використання дріжджів, кислот (щоб зробити їх менш сухими) та ароматизаторів. Сухарики — це більше, довше бісквітне печиво, сільське хлібне тісто, збагачене оливковою олією та насінням анісу.
Плутанина в назві могла виникнути через те, що на старій вивісці (все ще наявній) «Biscottificio Antonio Mattei», провідного виробника печива з Прато, написано відразу під назвою магазину "Manufacturers of cantuccini" («Виробники кантучіні»), які на той час були одним із основних продуктів печива. Знак залишився незмінним, і через стільки часу люди звикли асоціювати назву кантучіні з бісквітним печивом , типовим для Сардинії та Сицилії.

### Решта Європи

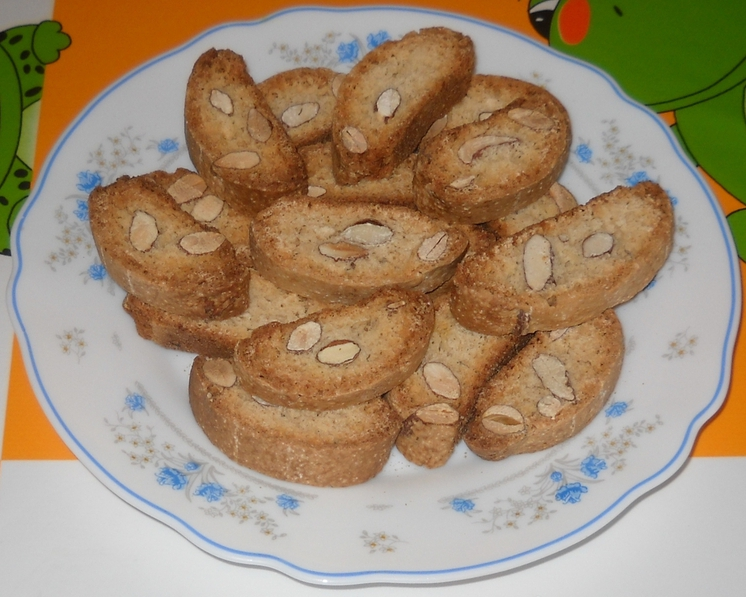
Каркіньолі, каталонський варіант біскотті, виготовлений із цілим або нарізаним мигдалем

Давньофранцузьке слово bescoit перейшло в англійську мову як бісквіт (biscuit), хоча в англійській, як і в італійській мовах бісквіт не відноситься конкретно до двічі випеченого бісквітного печива.
У Франції подібне печиво відоме під назвою крокант (croquant).
В Іспанії та Франції каталонські каркіньолі (carquinyolis) готуються з цілим або нарізаним мигдалем і також асоціюється з різними каталонськомовними територіями. У Батеа, Ла-Фатарелла та Прат-де-Конте, усіх внутрішніх муніципалітетах Каталонії, а також у Терра Альта їх також називають каркіньолі.
Біскотті також є традиційним у деяких внутрішніх містах Валенсії, де їх називають rosegons або rosegós. На Менорці каркініолі мають квадратну форму і не включають цілий мигдаль. Один каталонський кулінарний письменник стверджує, що каркіньолі походить від французького крокіньйолу (croquignole). Croquignole, інша назва цього біскотті, є французьким словом германського походження.

### Північна Америка
У Північній Америці, де "бісквіт" ("biscuit") набув іншого значення, будь-яке двічі випечене бісквітне печиво, у більшості, відоме як біскотті. 

## Рецепт

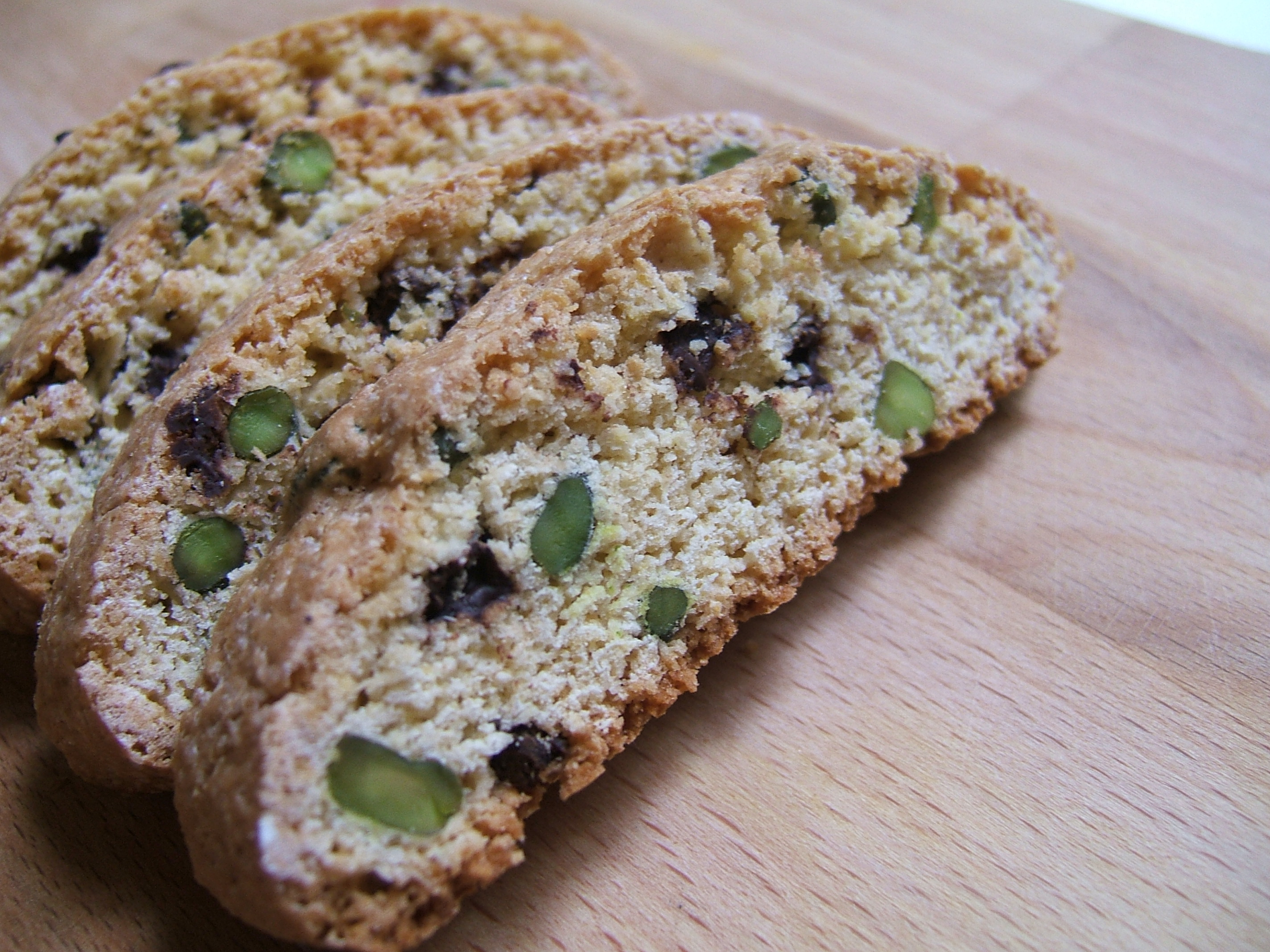
Шоколадно-фісташкове біскотті

Після повторного відкриття оригінального рецепта кондитером з Прато Антоніо Маттеї в XIX столітті його варіація є тим, що зараз прийнята як традиційний рецепт біскотті. Маттеї привіз свої торти на Всесвітню виставку Парижа 1867 року, отримавши спеціальну згадку.
Суміш складається виключно з борошна, цукру, яєць, кедрових горіхів і мигдалю, які не обсмажуються і не очищаються. У традиційному рецепті не використовуються дріжджі або жир (масло, олія, молоко). Ледве вологе тісто потім випікають двічі: один раз у формі плитки (слябу), а потім після нарізання в нарізаній формі, причому друге випікання визначає, наскільки тверде біскотті.
Традиційно в Італії біскотті ді Прато (biscotti di Prato) продають разом з іншою солодкою фірмовою стравою Прато — бруттібоні. Подають після десерту, зазвичай поєднують з апельсиновим соком.

### Сучасні варіації

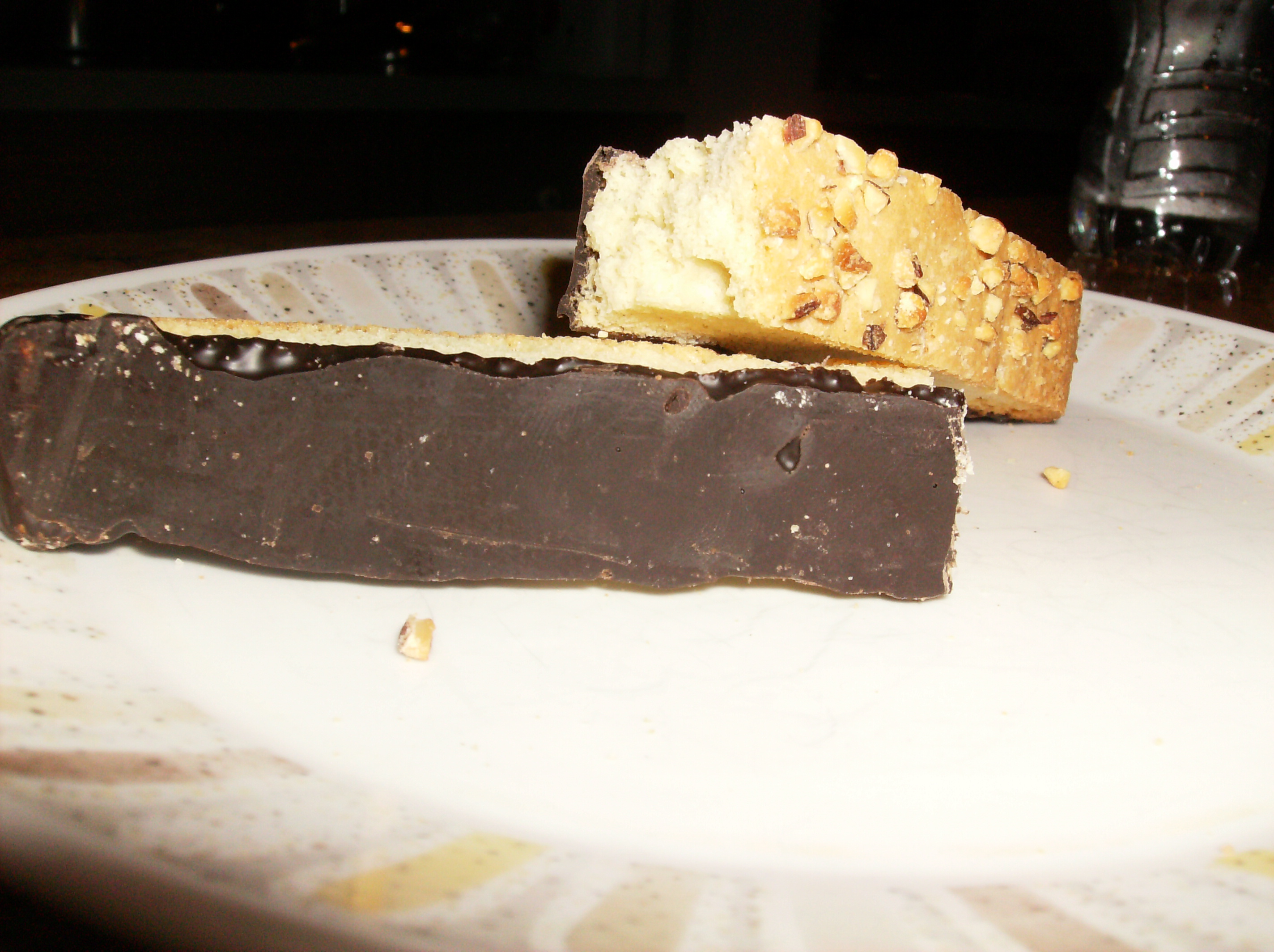
Біскотті в шоколадній глазурі

Сьогодні все ще дотримуються регіональних варіацій оригіналу, але сучасне біскотті масового виробництва насправді ближче до кантучіні, варіацій біскотті.
Сучасні рецепти біскотті часто містять горіхи (традиційні мигдаль, кедрові горіхи, фісташки та лісові горіхи є популярними) або спеції, такі як аніс або кориця.
Сучасні рецепти передбачають додавання в борошно розпушувача та спецій. Потім додають горіхи, шкірку залишають, особливо якщо використовується мигдаль і фундук. Окремо збивають яйця, а потім будь-які вологі ароматизатори (наприклад, мигдальний екстракт або лікер), перш ніж додати до сухих інгредієнтів. Після подвійного випікання (один раз у формі довгої плитки, другий – у нарізаній формі) біскотті можна занурити в глазур, наприклад, у шоколад.

## Споживання

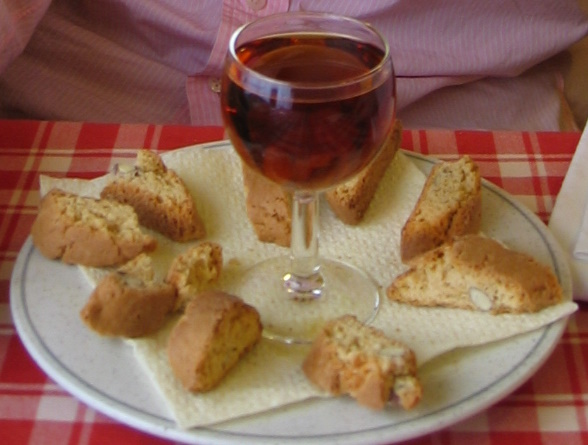
Кантучіні в тосканському стилі подається з Vin Santo

Оскільки вони дуже сухі, біскотті традиційно подають з напоєм, в який їх можна вмочити. В Італії їх зазвичай подають як десерт після обіду з тосканським кріпленим вином під назвою Vin Santo.
За межами Італії вони частіше супроводжують каву, зокрема капучино та лате, або чорний чай.
У Каталонії каркіньолі зазвичай подають з невеликим келихом солодкого десертного вина, такого як мускат або москатель.

## Культура
У каталонському місті Вік «Каркіньолі» (італ. Carquinyoli) також називають церемоніальну фігуру, яка очолює щорічний літній фестиваль на честь покровителя Альберта Сицилійського. У Vilanova i la Geltrú біскотті з мигдалем називають currutacos і найчастіше асоціюють із Вербною неділею, коли ними прикрашають пальмове листя, яке роздають вірянам.
Біскотті часто використовується як інгредієнт для різноманітних традиційних страв. У Каталонії до таких страв належать рис із сардинами та кролик із равликами. Вони також використовуються в соусах з цибулею (зокрема кальчо). У прибережному районі Baix Llobregat біскотті використовують у соусі до страви з качки, фаршированої ріпою.